# Disney's The Little Mermaid
Disney's The Little Mermaid est un jeu vidéo d'action tiré du film d'animation La Petite Sirène sorti en 1989, produit par Walt Disney Feature Animation. Le jeu fut développé et édité par Capcom sur Nintendo Entertainment System en 1991 puis, est porté sur Game Boy en 1993.

## Système de jeu
Le jeu commence sous l'eau, où Ariel peut jeter des bulles pour piéger ses ennemis. Elle peut aussi creuser le sable pour trouver des trésors et ramasser des coquillages pour ouvrir les coffres aux trésors. Les coffres aux trésors contiennent des Power-Up aux fonctions multiples comme l'amélioration de la portée ou la puissance des bulles. Ariel peut collecter des icônes éparpillées dans les niveaux pour regagner des points de vie ou gagner des vies supplémentaires. Le système de jeu est similaire aux autres jeux de Capcom tel que Disney's Chip'n Dale: Rescue Rangers et Disney's DuckTales.

## Niveaux et Bosses
- STAGE 1: La Mer de corail (Boss: Requin)
- STAGE 2: Le Bateau coulé (Boss: Flotsam et Jetsam)
- STAGE 3: La Mer de glace (Boss: Morse)
- STAGE 4: Le volcan sous-marin (Boss: Soldat Poisson)
- STAGE 5: Le Château d'Ursula (Boss: Ursula)
- STAGE FINAL (Boss: Ursula)